# The Velvet Underground & Nico
A The Velvet Underground & Nico a The Velvet Underground nagy hatású bemutatkozó albuma. Nicót, a német énekesnőt Andy Warhol ajánlotta az együttesnek. Az album borítóját is Warhol tervezte. A Rolling Stone magazin minden idők 500 legjobb albumának listáján a 13. helyre sorolták.
Szerepel az 1001 lemez, amit hallanod kell, mielőtt meghalsz című könyvben.

## Az album dalai
|     | Cím                          | Szerző(k)                                     | Hossz |
| --- | ---------------------------- | --------------------------------------------- | ----- |
| 1.  | Sunday Morning               | Lou Reed, John Cale                           | 2:56  |
| 2.  | I'm Waiting for the Man      | Reed                                          | 4:39  |
| 3.  | Femme Fatale                 | Reed                                          | 2:38  |
| 4.  | Venus In Furs                | Reed                                          | 5:12  |
| 5.  | Run Run Run                  | Reed                                          | 4:22  |
| 6.  | All Tomorrow's Parties       | Reed                                          | 6:00  |
| 7.  | Heroin                       | Reed                                          | 7:12  |
| 8.  | There She Goes Again         | Reed                                          | 2:41  |
| 9.  | I'll Be Your Mirror          | Reed                                          | 2:14  |
| 10. | The Black Angel's Death Song | Reed, Cale                                    | 3:11  |
| 11. | European Son                 | Reed, Cale, Sterling Morrison, Maureen Tucker | 7:46  |

## Közreműködők
- John Cale – elektromos brácsa, zongora, cseleszta a Sunday Morning-on, basszusgitár, háttérvokál
- Sterling Morrison – ritmusgitár, basszusgitár, háttérvokál
- Nico – chanteuse, ének a Femme Fatale, All Tomorrow's Parties és I'll Be Your Mirror dalokon; háttérvokál a Sunday Morning-on
- Lou Reed – ének, szólógitár, gitár
- Maureen Tucker – ütőhangszer